# Potštejn
Potštejn (tschechisch bis 1924: Potštýn nad Orlicí, deutsch Pottenstein) ist eine Gemeinde in Tschechien. Sie liegt zwölf Kilometer südwestlich von Rychnov nad Kněžnou. Sie gehört zum Okres Rychnov nad Kněžnou.

## Geographie

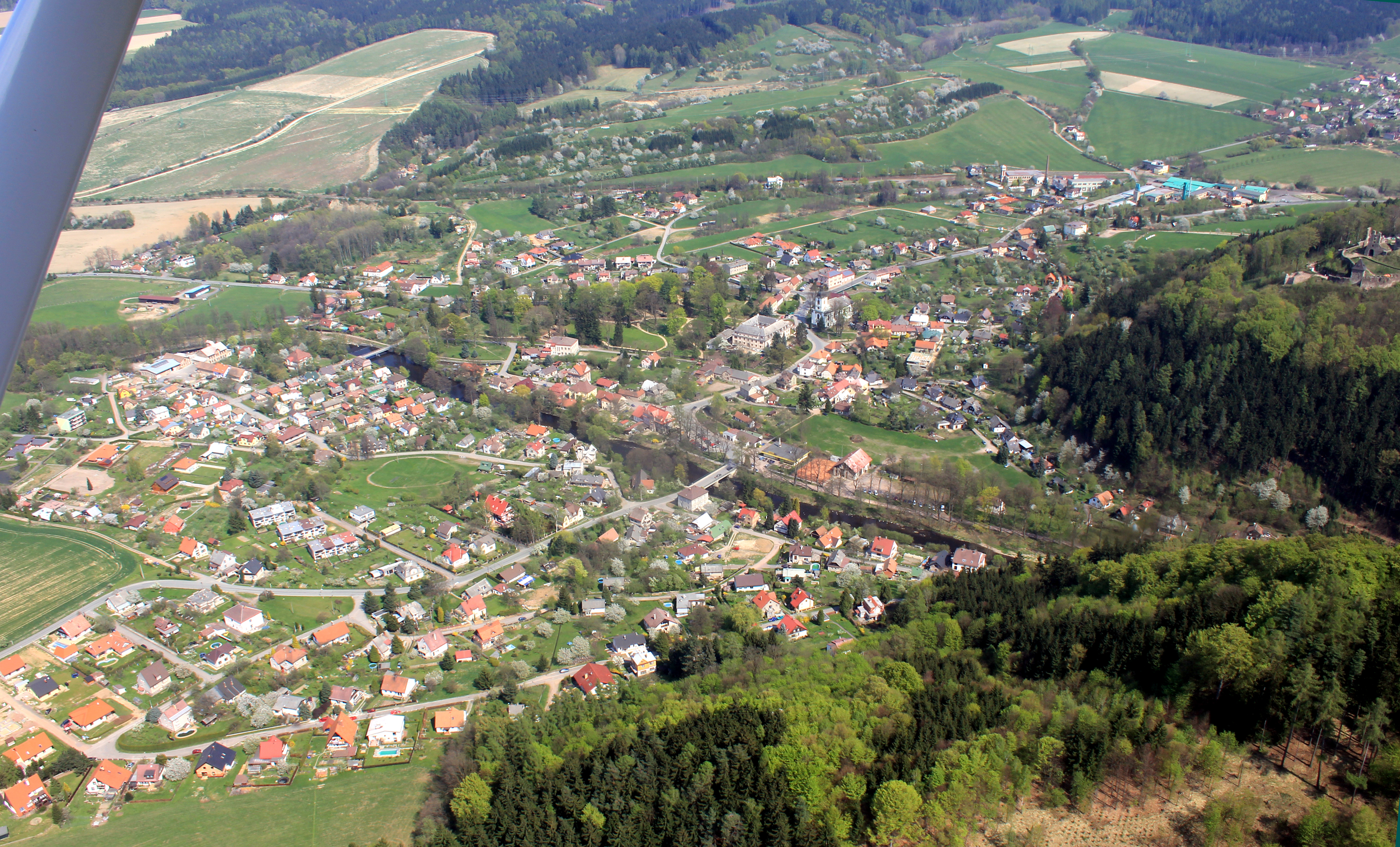
Luftbild

Potštejn liegt im Tal der Wilden Adler im Vorland des Adlergebirges. Nachbarorte sind Merklovice (Merklowitz) im Norden, Rybná nad Zdobnici, Záchlumí und Litice im Nordosten, Brná und Česka Rybná (Böhmisch Rybna) im Osten, Sopotnice (Sopotnitz) im Südosten, Polom im Süden, Proruby (Prorub) im Südwesten und Záměl und Doudleby (Doudleb) im Nordwesten. Durch Potštejn verläuft die Landesstraße Nr. 14.

## Geschichte

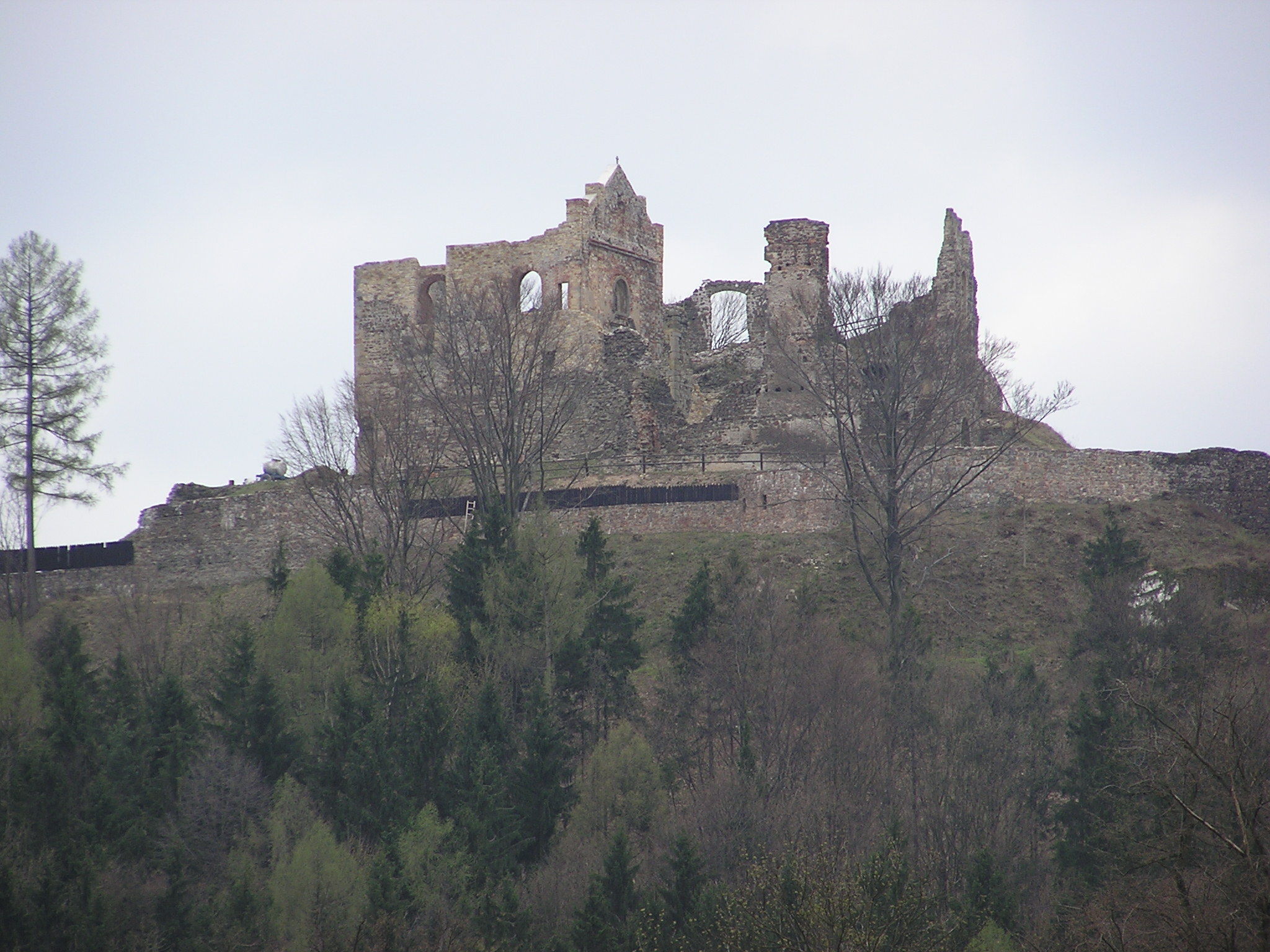
Ruine der Burg Potštejn

Die Burg Pottenstein wurde erstmals 1287 erwähnt; sie gehörte damals dem Botho von Bothenstein (Půta z Potštejna). Nachdem Protzek (Procek) von Pottenstein 1309 von Peregrin Puš, einem Prager Patrizier, dem damals die benachbarte Burg Lititz gehörte, im Kampf getötet worden war, rächte sich Protzeks Sohn Nikolaus (Mikuláš) in Prag mit einem Meuchelmord an Peregrin Puš. Nikolaus und dessen Helfer Ulrich von Brandeis (Oldřich z Brandýsa) wurden zu einer Pilgerreise und zu einer öffentlichen Reue sowie zur Zahlung einer hohen Geldbuße verurteilt. Da Nikolaus von Pottenstein ein gefürchteter Räubergeselle war, belagerte der damalige mährische Markgraf  Karl 1339 die Burg, die nach neun Wochen erobert und zerstört wurde, wobei Nikolaus in den Trümmern zu Tode gekommen sein soll. Nachdem Karl König von Böhmen geworden war, ließ er die Burg 1355–1359 erneuern.
In dieser Zeit erfolgte auch die erste Nennung des etwa zwei Kilometer unterhalb der Burg gelegenen gleichnamigen Marktortes. 1427 erwarb Puta d. J. von Častolowitz Pottenstein, das 1432 von den Hussiten erobert wurde. Nach Putas Tod 1434 verwaltete dessen Witwe Anna von Kolditz die Besitzungen und verkaufte sie 1440 an ihren künftigen Ehemann Hynek Kruschina von Lichtenburg. Dessen Sohn Wilhelm Kruschina verkaufte die ererbten Besitzungen 1454 an Georg von Podiebrad. Er und seine Söhne, die Herzöge von Münsterberg, nutzten die Burg Pottenstein zeitweise als ihren Sitz.
1497 ging die Herrschaft Pottenstein, die auch den Marktort Adlerkosteletz und weitere 13 Siedlungen umfasste, in den Besitz des Wilhelm II. von Pernstein über, dem auch die benachbarte Burg Litice gehörte. Er ließ die Burg im Stil der Renaissance ausbauen und verlegte seinen Sitz dorthin. Dadurch wurde Pottenstein Mittelpunkt der ostböhmischen Pernsteinischen Besitzungen. 1556 verkaufte Jaroslav von Pernstein die Herrschaft Pottenstein dem Glatzer Pfandherrn Ernst von Bayern. Die nachfolgenden häufigen Besitzerwechsel wirkten sich negativ aus. Die Burg wurde dem Verfall preisgegeben und 1673 als Ruine bezeichnet. Sie wurde nicht wieder aufgebaut.
Seit 1746 gehörte Pottenstein dem Grafen Johann Ludwig Harbuval de Chamaré, der nach der preußischen Einnahme Schlesiens 1742 von dort emigrierte. Er erwarb sich um die wirtschaftliche Entwicklung Pottensteins große Verdienste. Nachdem er Weber angesiedelt hatte, richtete er 1755 eine Weber- und eine Spinnereischule sowie Leinwandbleichen ein. Später kam eine Seidenfabrik dazu. Das von ihm 1749–1755 errichtete Schloss diente auch als Sitz der herrschaftlichen Verwaltung. Sein Sohn Jean-Antoine Harbuval de Chamaré führte die Arbeit des Vaters fort. Daneben verbrachte er fast vierzig Jahre (1747–1785) mit der erfolglosen Suche nach einem Schatz, der in der Ruine der Burg vergraben sein sollte. Die Grabungen verursachten erhebliche Schäden in der noch erhaltenen Bausubstanz, brachten jedoch nur einige Reste von Waffen und Werkzeug zu Tage. Der Schriftsteller Alois Jirásek setzte dem Grafen in seinem Werk Poklad ein literarisches Denkmal. Regisseur Zdeněk Troška verfilmte den Stoff 1984 unter dem Titel Poklad hraběte Chamaré (Der Schatz des Grafen Chamaré).
Seit Mitte des 19. Jahrhunderts gehörte die Herrschaft den Grafen Dobrženský von Dobrženitz (Dobřenský z Dobřenic). Vor dem Ersten Weltkrieg machten sie das Schloss zu einem kulturellen Zentrum, das u. a. von Rainer Maria Rilke und Karl Kraus aufgesucht wurde. 1945 wurden die Dobřenský von Dobřenitz enteignet.
Durch seine malerische Lage sind Pottenstein und seine Umgebung ein beliebtes Ausflugsziel.

## Gemeindegliederung
Zur Gemeinde Potštejn gehört der 1,5 km südöstlich gelegene Ortsteil Brná.

## Sehenswürdigkeiten

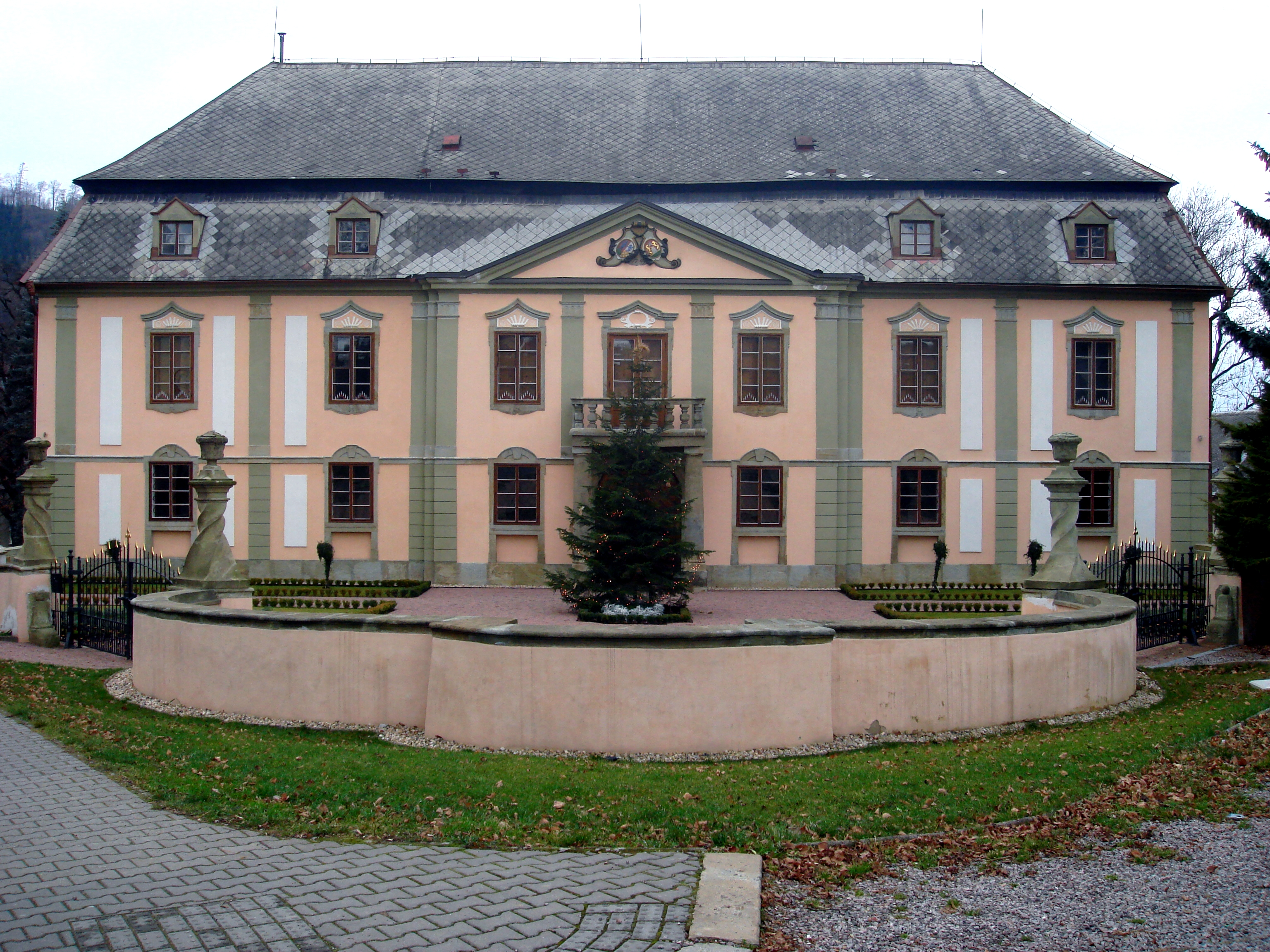
Schloss von Potštejn

- Die St.-Laurentius-Kirche (Kostel sv. Vavřince) wurde 1815–1821 errichtet.
- Schloss mit Schlosspark
- Burg Pottenstein, Burgruine mit Ganganlagen und Räume im Schloßberg (von Otto Piper dokumentiert)[6]
- Das Waldtal Modlivý důl südlich der Stadt diente in der Zeit des Geheimprotestantismus als heimlicher Treffpunkt der Böhmischen Brüder, woran heute ein Gedenkstein erinnert. Es steht seit 1956 auf 6,45 Hektar als Naturreservat unter Schutz.

## Persönlichkeiten
- Václav Berdych (1916–2016), Widerstandskämpfer, Regieassistent und Regisseur